# 久保明日香
久保 明日香（くぼ あすか、1997年10月17日 - ）は、札幌テレビ放送のアナウンサー。鹿児島県出身。

## 略歴・人物
- 学習院女子大学国際文化交流学部卒業後、2020年入社。身長158cm。同期入社は兼子真衣。
- 2020年6月9日放送のSTVラジオ「工藤じゅんきの十人十色」内の10時台のSTVニュースで、アナウンサーとして初鳴き。
- 学生時代はテレビ朝日アスクに通い、テレビ朝日学生キャスターとしても活躍した。
- 2022年7月16日放送のSTVラジオ「明石のいんでしょ大作戦」内、中央競馬払戻し結果を伝えるコーナーでのトークで、高校時代は「生徒会長」であったと話している[出典無効]。
- 第44回NNSアナウンス大賞最優秀新人賞受賞。

## 現在の出演番組

### テレビ
- どさんこワイド朝（2022年10月3日 - ）
- STVニュース（2020年7月 - 、不定期）
- 1×8いこうよ!（2020年10月 - 、不定期で進行役担当）

### ラジオ
- STVニュース（2020年7月 - 、不定期）

## 過去の出演番組

### テレビ
- どさんこワイド179（2020年4月30日初出演[2]、2020年10月 - 2022年9月30日）フィールドキャスター等
- 北国トラベラーズ（2023年12月31日）
- ハッピーおとどけ隊（2020年7月 - 、不定期キャスター）

### ラジオ
- STVラジオ まるごと!エンタメ〜ション
  - ようじのぢかん 4月第3週（2022年4月18日 - 22日）
  - ようじのぢかん 4月第2週（2023年4月10日 - 17日）
- アタックヤング60（2023年1月パーソナリティー）